# Лябифф, Луи
Пьер Луи Беат Иньяс Лябифф (фр. Pierre Louis Béate Ignace Labiffe; 1773—1825) — французский военный деятель, полковник (1814 год), барон (1814 год), участник революционных и наполеоновских войн.

## Биография
Родился в семье королевского судебного пристава Пьера Лябиффа (фр. Pierre François Labiffe; 1738—1816) и его супруги Катрины Брюкер (фр. Catherine Maximillienne Brucker; 1746—1813). Поступил на службу 26 мая 1792 года в Саксонский гусарский полк, который воевал на стороне эмигрантов. 24 июня 1792 года был произведён в бригадир-фурьеры. После поражения при Вальми, полк перешёл на службу Австрии, а Лябифф вернулся во Францию. 4 октября 1793 года стал аджюданом. 3 декабря 1793 года получил звание младшего лейтенанта. 10 октября 1794 года стал адъютантом генерала Декана. 22 октября 1794 получил звание лейтенанта. 22 марта 1799 года ранен выстрелом в левую руку при Острахе. 9 июля 1800 года был произведён в капитаны и утверждён в новом звании 7 августа. 22 марта 1802 года переведён в штаб 7-го гусарского полка. Воевал в составе Адской бригады Ласалля. 19 февраля 1807 года получил должность офицера для поручений Наполеона. 14 мая 1807 года произведён в командиры эскадрона. Отличился в бою при Гейльсберге. 4 июня 1809 года зачислен в 7-й конно-егерский полк. Сражался в составе бригады Кольбера. Отличился при Ваграме.  21 сентября 1809 года получил звание майора и был назначен заместителем командира 11-го конно-егерского полка. 6 декабря 1811 года переведён командиром эскадрона в полк конных егерей Императорской гвардии. Отличился в битве при Монмирале. 17 марта 1814 года произведён в полковники и возглавил 2-й кирасирский полк в составе 1-й дивизии тяжёлой кавалерии. 28 сентября 1814 года заменён во главе полка Гранжаном. 30 ноября 1814 года вновь временно возглавил 2-й кирасирский. 14 апреля 1815 года был поставлен Императором во главе 17-го драгунского полка. С 14 декабря 1815 года без служебного назначения. 19 июня 1822 года вышел в отставку и вернулся в Страсбург. 26 августа 1825 года умер во время посещения Парижа.

## Титулы
- Барон Лябифф и Империи (фр. baron Labiffe et de l'Empire; декрет от 16 марта 1814 года, патент не подтверждён)[1].

## Награды
Легионер ордена Почётного легиона (14 мая 1807 года)
 Офицер ордена Почётного легиона (17 июля 1809 года)
 Кавалер ордена Воссоединения (28 сентября 1813 года)
 Кавалер ордена Лилии (9 июня 1814 года)
 Кавалер военного ордена Святого Людовика (29 сентября 1814 года)